# Студенецкое (озеро)
Студенецкое или Студёное — озеро в Макаровской волости Новоржевского района на границе с Болгатовской волостью Опочецкого района Псковской области. В 5 км к юго-востоку находится Лобновский массив — гора Липницкая (339,1 м) и гора Лобно (337,9 м) — вершины Бежаницкой возвышенности и всей Псковской области.
Площадь — 0,4 км² (39,6 га, с островами — 41,1 га). Максимальная глубина — 25,0 м, средняя глубина — 5,0 м. Одно из самых глубоких озёр Псковской области.
Проточное. Относится к бассейну реки Вержа (с её истоком к западу от озера; по другим данным, к бассейну Олица), которая является притоком Льсты, впадающей в свою очередь в Сороть — приток реки Великая.
Тип озера плотвично-окуневый. Массовые виды рыб: щука, плотва, окунь, карась, ерш, линь, красноперка, налим, язь, щиповка, вьюн; широкопалый рак (низкопрдуктивное).
В профундали и сублиторали — ил и заиленный песок, в литорали — песок, заиленный песок, камни.
Близлежащими населёнными пунктами являются деревни Махново и Ровное Жадрицкой волости, в 4 и 5 км к западу от озера соответственно.